# Tetrafarmacum
Il tetrafarmacum (in greco antico: τετραφάρμακον?) era un composto farmaceutico, proveniente dall'antica Grecia.

## Storia
In Grecia questo era un miscuglio di cera, resina di pino, pece e grasso animale, soprattutto di origine suina.

### Il tetrafarmaco romano
Chiamato così proprio per l'unione di queste quattro sostanze, ("tetra", in greco, significa "quattro", mentre "farmakon" propriamente identificava il veleno), a Roma il termine tetrafarmacum era un complicato e costoso piatto della cucina romana. Conteneva mammelle di scrofa, fagiano, cinghiale e prosciutto.
La sola fonte che ha permesso di conoscere e di tramandare fino ai giorni nostri il tetrafarmacum è la Historia Augusta, che lo menziona tre volte. Tutte e tre provengono dalla biografia di Adriano, che non è giunta a noi. Lucio Elio Cesare (morto nel 138) inventò il piatto culinario, che piaceva molto all'imperatore Adriano, ma anche ad Alessandro Severo.